# Ханська Україна
Ха́нська Украї́на (також Ганьщина[джерело?]) — історичний регіон на півдні України та лівобережжі сучасної Молдови (османська назва — Єдисан), у Придністров'ї, що заселявся українцями і молдованами у 1680-1791 роках.
Ця територія офіційно належала Кримському ханству з 1520-х років, Османській імперії — з 1779 р. після укладення Айнали-Кавакської конвенції до моменту підписання Ясського миру у грудні 1791 р.
Також дослідники відносять до Ханської України період 1711—1734 років коли Військо Запорозьке Низове знаходилося під владою Кримського ханства.
Ханська Україна займала землі між Дніпром і Дністром[джерело?], які належали Османській імперії. Адміністративно входила до складу Османської імперії лише номінально — тут були відсутні османські поселення, окрім деяких містечок на півдні.

## Історія виникнення
Під час Руїни, коли з'явилося одразу кілька претендентів на гетьманську булаву, кримський хан Аділь Герай вирішив виставити власного «кандидата» на роль гетьмана. Ним став кошовий писар Петро Суховій, якого оголосили «гетьманом ханською милістю». Проте домогтися його визнання в Гетьманщині кримцям не вдалося. Наступник Аділя — Селім Герай оголосив гетьманом Федора Сулименка. Той отаборився на території, підвладній Кримському ханству — в Ягорлику. Наступники Сулименка перенесли резиденцію до сусідніх Дубоссар. В управління «дубоссарським гетьманам» віддали межиріччя Дністра й Дніпра, яке згодом і отримало назву Ханської України, або ж просто Ханщини.
У Ханщині не було кріпацтва, а стягнення з селян та інших «посполитих» обмежувалися десятиною — тому на її терени тікали українці зі зруйнованого громадянською війною Правобережжя. А з поверненням польської влади й остаточним скасуванням на Правобережжі полкового устрою на південь почали переселятися й козаки.

## Назва
Одночасно, щодо території Придністров\я та Буго-Дністровського межиріччя, використовувались назви "Очаківська Татарія", «Татарська Волощина» і «Кочубейська Татарія».

## Гетьмани
Особа, яку призначали на управління в Ханській Україні, зазначається як «гетьман Дубосарський».
- Теодор Сулименко (1684—1685)
- Яким Самченко (1685)
- Степан Лозинський (1685—1695)
- Іван Багатий (1696—1698)
- Петро Іваненко (Петрик) (1698—1699)

## Повстання Петрика
У 1691 році на Січі з'явився колишній писар Генеральної військової канцелярії Петро Іваненко. Він спробував, спираючись на Крим, підняти козацьке повстання проти Московського царства.
26 травня 1692 року Петрик уклав із Кримом союз від імені вільної (відповідно до угоди) держави — «Князівства удільного Київського, Чернігівського й усього Війська Запорозького городового і народу малоросійського». Влітку того ж року 20-тисячна орда з петриковими козаками рушили на Полтавщину. Проте антимосковське повстання захлинулося.
Згодом мешканці порубіжжя переходили до Бузько-Дністровського межиріччя (до Кримського ханства). Потік переселенців від початку був значним і ще пожвавився після поразки повстання Семена Палія, коли уряд Речі Посполитої ліквідував на Правобережній Україні козацький устрій. По інший бік кордону Речі Посполитої хан запровадив адміністрацію на чолі з Петриком, котрий із 1695 року іменувався «гетьманом Ханської України».

## XVIII сторіччя
На початку XVIII століття, після поразки гетьмана Івана Мазепи та невдалого походу Пилипа Орлика на Правобережжя 1711 року, південь України під владою Кримського хана став притулком для багатьох українських політичних емігрантів і всього запорозького козацтва.
У середині XVIII століття в Побужжі вздовж річок Кодима і Ягорлик постали «ханські слободи»: Балта (Палієве Озеро), Голта, Перелети, заселені переважно українцями. Ханські слободи не були єдиними острівцями розселення української людності.
Українським селянам жити у «Ганьщині» — так у народі називали Ханську Україну — було краще, ніж під панами. Якщо на інших українських землях значна кількість селян були безправними кріпаками, то на території Ханської України не було кріпацтва, а всі селяни сплачували десятину від виробленої продукції. Це дуже мотивувало українців переселяться в ці землі. Існують скупі на інформацію згадки про гетьманів Ханської України аж до 1760-х років.
Серед українців, які почали освоювати землі навколо Хаджибея, було чимало козаків. Окрім того, дедалі більше їх, зокрема запорожців, стали займатись усілякими промислами в Причорномор'ї. Так, кошовий отаман Запорозької Січі 12 травня 1747 року в донесенні російському уряду повідомляв, що багато козаків займаються у володіннях османів і татар «різним промислом торговельним», ходять «по сіль» та «за звіром з рушницею», варять напої тощо, при цьому частина з них перебувала на землях за Бугом «аж до Чорного моря». Ці козаки офіційно були на царській службі.
Проте зустрічалися й такі, яким російське підданство вже зовсім остогиділо. Вони назавжди втікали в безкраї причорноморські степи. Багато з них згодом осіли в передмістях Хаджибея та довколишніх селах. Вони займалися промислами, садівництвом і хліборобством. Особливо активно процес їх оселення розпочався після зруйнування Катериною II Запорозької Січі 1775-го. Про це свідчать численні козацькі хрести, які збереглися донині в Одесі та довколишніх селах і степах. Відомо й те, що Хаджибей приєднали до Російської імперії внаслідок російсько-турецької війни 1787—1791 років завдяки численним бойовим операціям чорноморських козаків − колишніх запорожців. Достатньо згадати, що в його штурмі 14 вересня 1789-го взяли участь дві батареї регулярної російської армії та шість полків чорноморського козацтва під проводом отамана Захарія Чепіги і військового судді Антона Головатого.

## Військо Запорозьке Низове під ханською протекцією (1711—1734)
Відповідно до Прутської мирної угоди (1711) та Адріанопольської угоди (1713) Московська держава відмовлялась від претензій на Правобережну Україну та Запоріжжя та визнавала юрисдикцію Османської імперії над Запорозькою Січчю. Запорозькі козаки (Олешківська Січ) знаходились під владою Османської імперії до 1734 року, після чого повернулися до російської протекції, що було закріплено у Лубенському договорі.

## Включення до складу Російської імперії
1774 року частина Ханської України (між Бугом і Дніпром) одночасно з бар'єром (містами Азов і Домаха (тепер Маріуполь)) увійшла до складу Російської імперії.
Решта Ханської України (область між Бугом і Дністром), що визначалася у росіян як Очаківська область, 1791 року теж була включена до складу Російської імперії.